# تريفور موران
تريڤي موران (بالإنجليزية: Trevi Moran)‏ هي مغنية مؤلفة ويوتيوبية أمريكية، ولدت في 30 سبتمبر 1998 في باواي في الولايات المتحدة.

## وصلات خارجية
- الموقع الرسمي
- تريفور موران على موقع IMDb (الإنجليزية)
- تريفور موران على موقع ميوزك برينز (الإنجليزية)